# 萨比诺波利斯
萨比诺波利斯是巴西米纳斯吉拉斯州的一个市镇。总面积919.397平方公里，总人口15889人，人口密度17.3人/平方公里。